# Kelen István
Kelen István (Budapest, 1912. március 21. – Sydney, 2003. május 1.), Klein néven született hétszeres világbajnok asztaliteniszező, újságíró, író.

## Sportpályafutása
1927-től a BSE (Budapest Sport Egyesület), majd 1934-től az MTK (Magyar Testgyakorlók Köre) asztaliteniszezője volt. 1929-től 1937-ig negyvenhét alkalommal szerepelt a magyar válogatottban. Ez idő alatt a világbajnokságokon összesen tizennégy érmet – köztük hét aranyérmet – nyert. Sikereinek többségét Sipos Annával, Mednyánszky Máriával vegyes párosban, Dávid Lajossal, Bellák Lászlóval férfi párosban, illetve a magyar férfi csapat tagjaként érte el. Legjobb egyéni eredményeként az 1930. évi berlini világbajnokságon bronzérmet nyert. Egyéni magyar bajnoki címet nem sikerült szereznie, az osztrák bajnokságot azonban két alkalommal is megnyerte. Az aktív sportolást 1937-ben fejezte be.
Visszavonulása után Szabados Miklóssal járta a világot és bemutatókkal népszerűsítette a sportágat. Egy távol-keleti turnéról nem tért haza, Ausztráliában telepedett le. A második világháborúban az ausztrál hadsereg katonája volt.

### Sporteredményei

#### Világbajnokságokon
- hétszeres világbajnok:
  - 1929, Budapest: vegyes páros (Sipos Anna)
  - 1929, Budapest: csapat (Barna Viktor, Glancz Sándor, Mechlovits Zoltán, Szabados Miklós)
  - 1930, Berlin: csapat (Barna Viktor, Bellák László, Dávid Lajos, Szabados Miklós)
  - 1931, Budapest: csapat (Barna Viktor, Bellák László, Dávid Lajos, Szabados Miklós)
  - 1933, Baden bei Wien: vegyes páros (Mednyánszky Mária)
  - 1933, Baden bei Wien: csapat (Barna Viktor, Boros István, Dávid Lajos, Glancz Sándor)
  - 1935, London: csapat (Barna Viktor, Bellák László, Házi Tibor, Szabados Miklós)
- ötszörös világbajnoki 2. helyezett:
  - 1930, Berlin: vegyes páros (Sipos Anna)
  - 1931, Budapest: férfi páros (Dávid Lajos)
  - 1932, Prága: csapat (Barna Viktor, Bellák László, Dávid Lajos, Szabados Miklós)
  - 1933, Baden bei Wien: férfi páros (Dávid Lajos)
  - 1936, Prága: vegyes páros (Mednyánszky Mária)
- kétszeres világbajnoki 3. helyezett:
  - 1930, Berlin: egyes
  - 1935, London: férfi páros (Bellák László)
- világbajnoki 5. helyezett:
  - 1936, : csapat (Barna Viktor, Bellák László, Házi Tibor, Szabados Miklós)

#### Magyar bajnokságokon
- 1931: csapat (Dávid Lajos, Kapcsos Zoltán, Kovács Ferenc, Lovászy János, Nyitrai Béla, Orczifalvi-Lovas István)
- 1937. csapat (Barna Tibor, Fischer István, Láng Endre, Mechlovits Zoltán, Rózsa László, Till Károly)

#### Osztrák bajnokságokon
- háromszoros osztrák bajnok (egyes: 1931, 1932 ; férfi páros: 1932)

## Újságírói és írói pályafutása
Még Magyarországon cikkeket írt a Pesti Napló, Az Est, a Magyar Hírlap, a Búvár, a Nyugat, a Tükör és a Prágai Magyar Hírlap számára. A második világháború után Ausztráliában újságírással és regények írásával foglalkozott. Stephen Kelen néven számos könyve jelent meg. 1960-tól 1977-ig a Goodyear Australia Publications igazgatója volt. 1975-től a Sydneyben működő ausztrál PEN központ (Sydney Pen Centre) elnöke lett. 1985-ben történt visszavonulása után örökös tiszteletbeli elnökké választották. Tagja volt az Ausztrál Újságírók Szövetségének is.

### Főbb művei
- Heed McGlarity – Mingay, Sydney 1945.
- Goshu – Horowitz, Sydney 1965.
- Uphill All the Way – Goodyear, Sydney 1974.
- I Remember Hiroshima – Hale and Iremonger, Sydney 1983.
- Freedom is a Rainbow – Sydney.